# Loktjärnen (Häggenås socken, Jämtland)
Loktjärnen är en sjö i Östersunds kommun i Jämtland och ingår i Indalsälvens huvudavrinningsområde. Sjön har en area på 0,0992 kvadratkilometer och ligger 386,2 meter över havet. Sjön avvattnas av vattendraget Töjsan.

## Delavrinningsområde
Loktjärnen ingår i det delavrinningsområde (704148-145725) som SMHI kallar för Inloppet i Gulåstjärnen. Medelhöjden är 437 meter över havet och ytan är 18,13 kvadratkilometer. Det finns inga avrinningsområden uppströms utan avrinningsområdet är högsta punkten. Töjsan som avvattnar avrinningsområdet har biflödesordning 3, vilket innebär att vattnet flödar genom totalt 3 vattendrag innan det når havet efter 243 kilometer. Avrinningsområdet består mestadels av skog (75 procent) och sankmarker (15 procent). Avrinningsområdet har 0,1 kvadratkilometer vattenytor vilket ger det en sjöprocent på 0,5 procent.